# Ілясов Микола Федорович
Мико́ла Фе́дорович Ілясов (1909, місто Самара, тепер Російська Федерація — травень 1981, місто Запоріжжя) — радянський діяч органів державної безпеки. Депутат Верховної Ради УРСР 2-го скликання.

## Біографія
Народився у родині селянина. Батько загинув у 1915 році на фронтах Першої світової війни, мати померла у 1921 році. Виховувався у дитячому будинку міста Самари.
У березні — жовтні 1925 року був учнем розсівальника державного млина № 61 міста Самари. У жовтні 1925 — червні 1928 р. — учень школи фабрично-заводського навчання (ФЗН) борошномелів у місті Самарі. У червні — жовтні 1928 року працював розсівальником Самарського державного млина № 18.
У жовтні 1928 — листопаді 1929 р. — студент борошномельного технікуму в місті Ростові-на-Дону.
Член ВКП(б) з березня 1929 року.
У листопаді 1929 — грудні 1931 р. — студент Московського інституту технології зерна і борошна.
У грудні 1931 — лютому 1934 р. — асистент Дніпропетровського науково-дослідного інституту зерна і продуктопереробки. У лютому — грудні 1934 р. — інженер капітального будівництва Дніпропетровського обласного тресту «Союзборошно».
З грудня 1934 р. — на службі у військах НКВС. У грудні 1934 — лютому 1936 р. — курсант 3-го Ленінградського мотомеханічного полку НКВС.
У лютому 1936 — серпні 1938 р. — інженер-конструктор механічних майстерень, начальник технічного відділу та заступник головного інженера борошномельного заводу Дніпропетровського обласного тресту «Союзборошно».
У серпні 1938 — квітні 1939 р. — оперуповноважений НКВС Української РСР. У квітні 1939 — березні 1941 р. — начальник 3-го відділу Економічного управління НКВС Української РСР.
У квітні — серпні 1941 р. — начальник Управління Народного комісаріату державної безпеки УРСР по Сталінській області. У вересні 1941 — серпні 1942 р. — начальник Управління Народного комісаріату внутрішніх справ УРСР по Сталінській області.
У серпні 1942 — січні 1943 р. — начальник відділу НКВС УРСР у місті Енгельс РРФСР. У січні — червні 1943 р. — начальник відділу НКВС УРСР у місті Калач РРФСР. У червні — липні 1943 р. — начальник відділу Управління Народного комісаріату державної безпеки УРСР по Ворошиловградській області.
У липні 1943 — червні 1948 р. — начальник Управління Народного комісаріату-Міністерства державної безпеки УРСР по Ворошиловградській області.
У червні 1948 — березні 1953 р. — начальник Управління Міністерства державної безпеки СРСР по Кемеровській області РРФСР. У березні 1953 — квітні 1954 р. — начальник Управління Міністерства внутрішніх справ СРСР по Кемеровській області РРФСР.
У липні 1954 — червні 1960 р. — заступник голови Комітету державної безпеки при Раді Міністрів Якутської АРСР.
У червні 1960 — квітні 1962 р. — начальник 1-го відділу підприємства поштова скринька № 57 у місті Запоріжжі. У квітні 1962 — лютому 1963 р. — начальник відділу Ради народного господарства Запорізького економічного адміністративного району.
У лютому 1963 — листопаді 1971 р. — начальник відділу техніки безпеки Запорізького трансформаторного заводу. У листопаді 1971 — липні 1975 р. — начальник відділу техніки безпеки Запорізького об'єднання «Запоріжтрансформатор». У липні 1975 — липні 1977 р. — старший інженер відділу техніки безпеки Запорізького об'єднання «Запоріжтрансформатор».
З липня 1977 р. — на пенсії у місті Запоріжжі.

## Звання
- старший лейтенант державної безпеки (28.04.1939)
- капітан державної безпеки (28.04.1941)
- підполковник державної безпеки (11.02.1943)
- полковник державної безпеки (28.01.1944)

## Нагороди
- орден Трудового Червоного Прапора (23.01.1948)
- орден Червоного Прапора (10.04.1945)
- орден Вітчизняної війни 2-го ст. (29.10.1948)
- два ордени Червоної Зірки (20.09.1943, 25.06.1954)
- 12 медалей
- заслужений працівник НКВС (28.05.1941)